# Hôtel Laffemas
Hôtel Laffemas je městský palác v Paříži. Nachází se v historické čtvrti Marais na náměstí Place des Vosges. Palác je v soukromém vlastnictví.

## Umístění
Nárožní Hôtel Laffemas má číslo 22 na náměstí Place des Vosges. Nachází se na východní straně náměstí ve 4. obvodu. Ze severu přiléhá ulice Rue du Pas-de-la-Mule.

## Historie
Palác nechal postavit roku 1609 generální kontrolor obchodu Barthélemy de Laffemas na parcele získané v roce 1605. Roku 1624 přešel palác na Margueritu de Lugoly. Roku 1720 připadl palác královskému radovi markýzi d'Argenson. 
Fasáda a střechy paláce jsou od roku 1920 chráněny jako historická památka. Podloubí a křídla dveří na náměstí od roku 1955.